# Spermacoce aequabilis
Spermacoce aequabilis är en måreväxtart som beskrevs av Harwood. Spermacoce aequabilis ingår i släktet Spermacoce och familjen måreväxter. Inga underarter finns listade i Catalogue of Life.